# Litocampa
Litocampa és un gènere de diplurs de la família Campodeidae. Hi ha almenys vint-i-dues espècies descrites en Litocampa.

## Taxonomia
- Litocampa bourgoini (Condé, 1948) g
- Litocampa cognata (Condé, 1948) g
- Litocampa coiffaiti (Condé, 1948) g
- Litocampa condei Ferguson, 1999 i c g
- Litocampa cookei (Packard, 1871) i c g
- Litocampa drescoi (Condé, 1949) g
- Litocampa enriqueriojai Sendra & Garcia g
- Litocampa espanoli (Condé, 1949) g
- Litocampa fieldingi (Conde, 1949) i c g
- Litocampa henroti (Conde, 1949) i c g
- Litocampa henryi Condé, 1991 g
- Litocampa hubarti Bareth, 1999 g
- Litocampa humilis (Condé, 1948) g
- Litocampa jonesi (Conde, 1949) i c g
- Litocampa nearctica Silvestri, 1934 i c g
- Litocampa paclti Conde, 1981 g
- Litocampa perkinsi (Silvestri, 1934) i c g
- Litocampa pucketti Conde and Bareth, 1996 i c g
- Litocampa quadrisetigera Bareth, 2001 g
- Litocampa sollaudi (Denis, 1930) g
- Litocampa tuzetae (Condé, 1948) g
- Litocampa valentinei (Conde, 1949) i c g

Fonts de les dades: i = ITIS, c = Catalogue of Life, g = GBIF, b = Bugguide.net